# Luís Xavier Abongit
 Luís Xavier Abongit  (Portugal, 1819 — 1895) foi um escritor e padre jesuíta português.